# Attilio Parelli

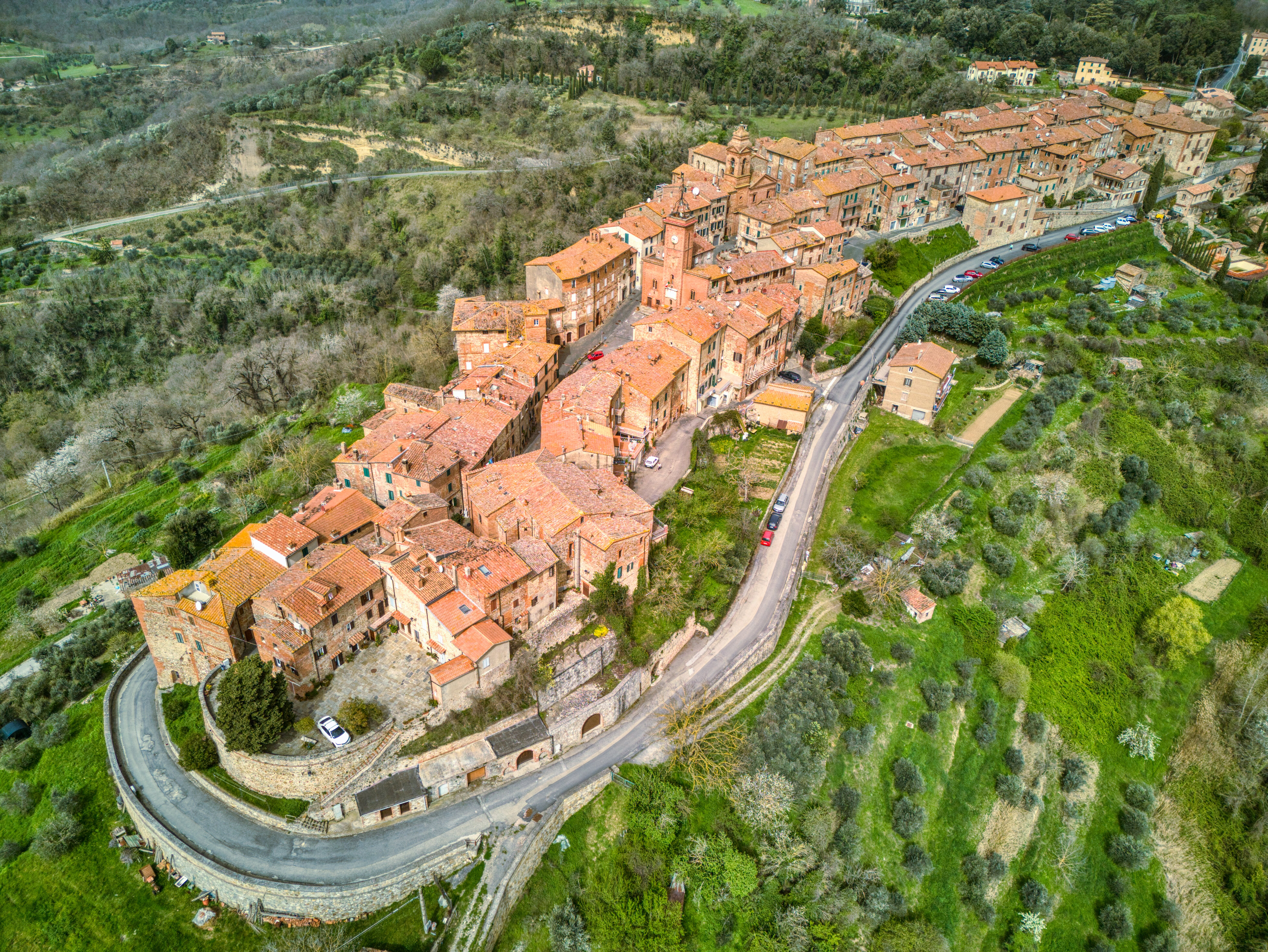
Monteleone d'Orvieto dove nacque Parelli

Attilio Parelli, nome d'arte di Attilio Enrico Paparella (Monteleone d'Orvieto, 31 maggio 1874 – Monteleone d'Orvieto, 26 dicembre 1944), è stato un direttore d'orchestra e compositore italiano.

## Biografia
Studia dal 1891 al 1899 con Cesare de Sanctis alla Regia Accademia di Santa Cecilia a Roma.
Incomincia subito la sua attività di direttore in Italia e a Parigi per trasferirsi poi nell'America del Nord. Ci sono foto e documenti che testimoniano questi suoi viaggi negli USA, paese scelto dal maestro per mettere alla prova il proprio talento, per ritornare in patria ricco di onori e gloria.
Si sposa con Isolina Rapalli, sua allieva, non avranno figli.
Dal 1906 collabora con Cleofonte Campanini alla Manhattan Opera House e alla Grand Opera Company di Chicago.
Nel 1925 ritorna in Italia e diventa direttore artistico della neonata Unione Radiofonica Italiana (poi Eiar in seguito Rai) di Milano.
All'epoca i programmi radiofonici comprendevano frequenti concerti vocali e strumentali di musiche religiose, sinfoniche e cameristiche. Accanto alla musica seria di repertorio veniva dato largo spazio alle prime esecuzioni di canzoni napoletane e patriottiche. Il resto della musica proposta era in gran parte costituita dall'operetta. Sono di questo periodo le varie sigle di apertura dei programmi Rai scritte da Parelli per le sedi di Milano, Torino, Roma, Napoli. Il segnale d'apertura della sede Rai di Torino, un melodioso suono di arpa e campane tubolari che sembra ispirato a quelle del paese natale, è ancora eseguito su Rai Radio Due alle sette del mattino.
Attilio Parelli muore a Monteleone d'Orvieto il 26 dicembre 1944 e riposa nella parte monumentale del cimitero del suo paese natale.

## Le opere e il fondo Parelli
Il comune di Monteleone d'Orvieto possiede il nucleo più consistente del fondo Parelli.
Oltre ai libri e agli spartiti, il museo di documentazione "A. Parelli" è ricco di foto dell'epoca che rappresentano sia ritratti del compositore sia della sua famiglia. Un corpus consistente è inoltre costituito dalle foto di musicisti e cantanti con i quali Parelli aveva stretto rapporti personali e di lavoro: Lina Cavalieri, Luisa Tetrazzini, Carmen Melis, Amedeo Bassi, Carlo Zecchi, Pietro Mascagni. Le foto degli artisti, la maggior parte in costume di scena, sono spesso accompagnate da dediche che testimoniano la loro stima nei confronti del Maestro.
Nelle sue opere sono rappresentati tutti i generi: composizioni per orchestra, melodramma, balletto, musica sacra vocale, lirica per canto e pianoforte, musica da camera.
Sono stati ritrovati anche manoscritti dei segnali d'apertura (jingle radiofonici) dei programmi Radio Rai.
Nelle sue opere pianistiche s'intravede chiaramente l'intento programmatico; lo appassionano inoltre le trascrizioni per orchestra e il poema sinfonico (genere nel quale trae ispirazione da fonti letterarie).
In altri casi emerge una vocazione alle forme classiche e puramente strumentali, come nei numerosi movimenti di quartetto, nella singolare scelta del titolo Tema con variazioni per una composizione vocale.
Parelli amava riproporre le sue composizioni per diversi organici: la Pifferata di Natale si trova nella versione orchestrale e in quella pianistica; Alba nascente per canto e pianoforte e per violino e pianoforte, Odorava l'april per canto e pianoforte e per un gruppo strumentale composto da quartetto d'archi più clarinetto e pianoforte.

Nel fondo vi sono, a stampa, anche musiche appartenute alla allieva e moglie Isolina Rapalli come metodi per canto e facili metodi per 

Parelli con la moglie Isolina Rapalli e amici

pianoforte; Vi sono anche spartiti musicali che erano allegati ai periodici dell'epoca, che testimoniano i gusti del pubblico in quel periodo: riduzioni di celebri arie d'opera, operette, valzer e polke viennesi.
La grafica di Parelli era molto accurata (si riconoscono i suoi manoscritti per la forma elegante della chiave di violino) e insieme con i 112 manoscritti autografi, nel museo Parelli si trova anche una piccola collezione di musiche a stampa, in parte dello stesso maestro, e in parte provenienti dalla sua biblioteca.
I suoi brani sono stati pubblicati da case editrici come Ricordi, Carish, Schirmer, Schmidl, Puccio, Bixio.
Durante la sua carriera musicale si firmerà con pseudonimi vari come Parelli o Maramocio.
Il suo nome è legato anche a quello dei soprani (Alice Zeppilli, Mari Cavan), tenori (John Mac Cormack) di fama mondiale, come anche a cantanti in voga in quel tempo, oggi in parte dimenticati.
Amico, collaboratore e suo librettista, fu Enrico Comitti, discreto poeta romano che Parelli incontrò nel periodo degli studi all'Accademia di Santa Cecilia.

## I dispettosi amanti
La sua opera più importante è sicuramente I dispettosi amanti. Il Radiocorriere dell'epoca dedica la sua copertina a questa opera, messa in scena per la prima volta nel marzo 1912 al Metropolitan Opera House di Filadelfia, città che vanta un'antica tradizione operistica.
I personaggi de I dispettosi amanti sono quattro: due giovani cugini, Florindo e Rosaura, costretti a sposarsi dalle rispettive famiglie, ma che finiranno poi per innamorarsi veramente e i due genitori donna Angelica, madre di Florindo, e Don Fulgenzio, padre di Rosaura.
Il tutto si basa sulla ambiguità tra ciò che appare e ciò che realmente è. Il testo è stato pubblicato da Sonzogno a Milano: una prima bozza del manoscritto si trova nel fondo Parelli, l'autore è Comitti.
Scritto in una lingua garbata e scorrevole, utilizza modi di dire spigliati che si addicono allo spirito comico-sentimentale dell'opera. L'atto unico è suddiviso in sette scene.
Nell'anno successivo, il 1913, I dispettosi amanti fu rappresentato anche a Chicago e a New York, con gli stessi interpreti della "prima": Alice Zeppilli (Montecarlo, 1885 - Pieve di Cento, 1969) nel ruolo di Rosaura, Amedeo Bassi (Firenze 1874 uno dei più apprezzati cantanti del repertorio verista) interpreta Florindo, la parte di Donna Angelica è affidata al mezzo soprano Louise Berat (unica cantante straniera) e quella di Don Fulgenzio al baritono Mario Sammarco.
I dispettosi amanti è stata la prima opera lirica trasmessa integralmente dalla radio italiana. Venne mandata in onda la sera 6 maggio 1926, dalla sede di Milano dell'EIAR.
Dal manoscritto si legge che l'opera è ambientata nel chiosco ottagonale del parco di una lussuosa villa settecentesca: il parco, nonostante una credenza locale, non è quello di Villa Marocchi, che sorse più tardi, negli anni Venti del Novecento. Inoltre, va ricordato che il libretto dell'Opera è del Commendator Enrico Comitti, Referendario della Corte dei Conti.